# Восход (ракета-носій)
«Восход» (укр. Схід), Індекс ГРАУ — 11А57 — триступенева ракета-носій сімейства Р-7, створена ОКБ-1 на базі першого і другого ступенів міжконтинентальної балістичної ракети Р-7А з додаванням новоствореного блоку «І», який був потужнішим, ніж використовуваний на ракетах-носіях «Восток» блок «Є».
Використовувалась для виведення на навколоземну орбіту багатомісних космічних кораблів серії «Восход». Найбільше використовувалась для запусків розвідувальних супутників серії «Зеніт». З 16 листопада 1963 по 29 червня 1976 року відбулось 300 запусків, з них 287 вдалих.

## Цікаві факти
- 12 жовтня 1964-го року відбувся запуск ракети-носія 11А57 з багатомісним космічним кораблем «Восход» з космонавтами В. М. Комаровим, К. П. Феоктистовим і Б. Б. Єгоровим.
- 18 березня 1965-го року на орбіту був виведений космічний корабель «Восход-2» з космонавтами П. І. Бєляєвим та О. А. Леоновим. Під час польоту корабля «Восход-2» космонавт Леонов здійснив перший у світі вихід у космос.